# Eremochrysa (Eremochrysa) californica
Eremochrysa (Eremochrysa) californica is een insect uit de familie van de gaasvliegen (Chrysopidae), die tot de orde netvleugeligen (Neuroptera) behoort. 
Eremochrysa (Eremochrysa) californica is voor het eerst wetenschappelijk beschreven door Banks in 1905.